# أريدي سوكاوي
أريدي سوكاوي (الاسم العلمي:Aerides sukauensis) هو نوع من النباتات يتبع جنس الأريدي من الفصيلة السحلبية.